# Portada/efemèride juny 29
Melitta Bentz
« 28 de juny · 29 de juny · 30 de juny »